# Wiedźmin
Wiedźmin (Brasil: The Witcher: A Saga do Bruxo Geralt de Rívia / Portugal: Saga The Witcher) é uma série literária de contos e romances de fantasia escritos pelo polonês Andrzej Sapkowski que seguem a história do mítico Geralt de Rívia, um dos últimos bruxos restantes na Terra. No universo de Sapkowski, bruxos são caçadores de monstros geneticamente modificados que desenvolvem habilidades sobre-humanas quando jovens para combater ameaças mortais em troca de dinheiro. O sucesso dos livros gerou diversas adaptações das histórias para outros meios, como quadrinhos, cinema, televisão, tabuleiros, jogos de mesa, jogos de cartas e, principalmente, videogames, que expandiram a marca mundialmente. Os cinco romances desta série formam o arco intitulado Saga o wiedźminie (A Saga do Bruxo, em tradução livre).

## Os Livros

### Coleção de contos
Os primeiros contos foram publicados na revista polonesa Fantastyka a partir de meados dos anos 1980. O primeiro deles, chamado "Wiedźmin" ("O bruxo"), de 1986, foi escrito exclusivamente para um concurso realizado por esta revista, ficando no terceiro lugar. Posteriormente, em 1990, as quatro primeiras histórias abordando o bruxo Geralt foram apresentadas, na forma de livro, em uma coleção de contos também intitulada Wiedźmin (hoje fora de catálogo). Esta coleção continha adicionalmente o conto "Droga, z której się nie wraca" (tradução direta: "Caminho Sem Retorno"), que fala sobre Visenna, a mãe de Geralt, e é situado antes das histórias do bruxo.
A segunda coleção de contos publicada foi Miecz przeznaczenia (A Espada do Destino), de 1992, e subsequentemente, em 1993, foi lançada a terceira, intitulada Ostanie życzenie (O Último Desejo), que embora tenha vindo após A Espada do Destino, se passa antes dessa cronologicamente. O Último Desejo então substituiu Wiedźmin como o primeiro livro depois que incluiu todos os contos presentes neste (exceto "Droga, z której się nie wraca", o único sem Geralt). Ainda que novos contos tenham sido adicionados nesta coleção, estes também situam-se antes de A Espada do Destino.

### Saga o wiedźminie
A Saga o wiedźminie (tradução livre: Saga do bruxo) constitui-se de cinco romances concentrados nos personagens Geralt de Rívia e Ciri, uma criança de sangue ancestral que, sendo princesa de um país recentemente conquistado e uma peça da política internacional, inicia treinamento para se tornar uma caçadora de monstros. O primeiro romance foi nomeado de Krew elfów (O Sangue dos Elfos), publicado em 1994, e o último Pani Jeziora (A Senhora do Lago), publicado em 1999. No Brasil, este arco de romances foi publicado de forma conjunta às duas coleções de contos anteriores, com todas as obras sendo lançadas sob o título principal A Saga do Bruxo Geralt de Rívia (a partir de 2014, no entanto, a editora WMF Martins Fontes optou por acrescentar o termo The Witcher ao título principal). 
Por fim, foi publicado em 2013 o romance Sezon burz (Tempo de Tempestade), que situa-se cronologicamente antes de O Sangue dos Elfos e não faz parte oficialmente do arco original de romances, apesar de também ter sido escrito por Sapkowski.

### Coleções não oficiais
No ano de 2000, foi lançado Coś się kończy, coś się zaczyna (tradução direta: Algo Termina, Algo Começa), uma coleção contendo um final alternativo à série acerca do casamento de Geralt e Yennefer, escrito inicialmente para amigos de Sapkowski, incluindo outras histórias sem ligação à série. Em algumas edições polonesas, os contos "Droga, z której się nie wraca" e "Coś się kończy, coś się zaczyna" (que dá nome à coleção) foram adicionados a O Último Desejo e A Espada do Destino.
Já em 2010, a coleção no idioma inglês, A Polish Book of Monsters (tradução direta: Um Livro Polonês de Monstros), foi publicada e traduzida por Michael Kandel, com o termo "Spellmaker" usado no lugar de "The Witcher" para Wiedźmin. A tradução desta coleção para o conto de introdução do bruxo também aparece numa edição em inglês diferenciada de O Último Desejo.

### Spin-offs
Em 2013, a editora polonesa Solaris publicou uma coleção de oito contos, Opowieści ze świata Wiedźmina, escrita por oito escritores de fantasia russos e ucranianos (incluindo Andrei Belyanin e Vladimir Vasilyev) ambientados no mundo de The Witcher e/ou apresentando personagens da saga.  Em 2017, uma coleção semelhante de onze contos de onze autores, escolhida através de um concurso organizado em 2016 pela revista polonesa Nowa Fantastyka, foi publicada pela SuperNowa. 

### Publicações
| Título original     | Título no Brasil                | Data de publicação | Editora            | Título em Portugal                | Data de publicação | Editora             | Arco              |
| ------------------- | ------------------------------- | ------------------ | ------------------ | --------------------------------- | ------------------ | ------------------- | ----------------- |
| Ostanie życzenie    | O Último Desejo                 | 2011               | WMF Martins Fontes | O Último Desejo                   | 2011               | Editorial Presença  | Coleção de contos |
| Ostanie życzenie    | O Último Desejo                 | 2011               | WMF Martins Fontes | O Terceiro Desejo                 | 2016               | Saida de Emergência | Coleção de contos |
| Miecz przeznaczenia | A Espada do Destino             | 2012               | WMF Martins Fontes | A Espada do Destino               | 2017               | Saida de Emergência | Coleção de contos |
| Krew elfów          | O Sangue dos Elfos              | 2013               | WMF Martins Fontes | O Sangue dos Elfos                | 2018               | Saida de Emergência | Saga The Witcher  |
| Czas pogardy        | Tempo do Desprezo               | 2014               | WMF Martins Fontes | O Tempo do Desprezo               | 2018               | Saida de Emergência | Saga The Witcher  |
| Chrzest ognia       | Batismo de Fogo                 | 2015               | WMF Martins Fontes | Batismo de Fogo                   | 2019               | Saida de Emergência | Saga The Witcher  |
| Wieża Jaskółki      | A Torre da Andorinha            | 2016               | WMF Martins Fontes | A Torre da Andorinha              | 2019               | Saida de Emergência | Saga The Witcher  |
| Pani Jeziora        | A Senhora do Lago Volumes 1 & 2 | 2017               | WMF Martins Fontes | A Senhora do Lago Parte Um & Dois | 2020               | Saida de Emergência | Saga The Witcher  |
| Sezon burz          | Tempo de Tempestade             | 2019               | WMF Martins Fontes | Tempos de Tempestade              | 2021               | Saida de Emergência | Romance autônimo  |

## Universo

### Cenário
Os contos e romances situam-se em um continente não identificado, o qual foi povoado, há milhares de anos, por elfos de outra dimensão. Quando chegaram, estes elfos encontraram apenas gnomos e anões na região. Após um período de guerra entre eles, os anões se retiraram para as montanhas e os elfos se estabilizaram nas planícies e nas florestas. Colonos humanos chegaram cerca de 500 anos antes dos acontecimentos retratados nos contos, acendendo uma série de guerras. Os seres humanos, que saíram vitoriosos, tornaram-se então dominantes na área; as raças não-humanas, cidadãos agora considerados de segunda classe, passaram a viver em pequenos guetos dentro de assentamentos humanos. Aqueles que não residem nestes guetos vivem em regiões desérticas ainda não reivindicadas pelos seres humanos. Entre as outras raças do continente, estão os Metadílios e as Dríades; lobisomens e vampiros surgiram depois do evento mágico conhecido como a Conjunção das Esferas.
Durante os séculos anteriores aos contos, a maioria das regiões do sul do continente foram tomadas pelo Império de Nilfgaard; o norte pertence aos fragmentados Reinos do Norte. A série decorre após a primeira grande guerra entre o Império de Nilfgaard e os Reinos do Norte, com uma segunda guerra começando no meio da saga.

### Geografia
Apesar de nenhum mapa do universo criado por Sapkowski ter sido oficialmente lançado, vários deles foram criados por fãs. De acordo com o escritor, estes mapas são "quase exatos", e ele usa uma versão criada pelo tradutor checo Stanislav Komárek.
O continente divide-se em quatro regiões. Os Reinos do Norte (onde se passa a maior parte da saga) consistem de Aedirn, Cidaris, Cintra, Aliança de Hengfors, Kaedwen, Kerack, Kovir e Poviss, Lyria e Rívia, Redânia, Teméria e Verden, além de vários ducados menores e principados como Bremervoord ou Ellander. O Império de Nilfgaard ocupa a maior parte da área ao sul dos Reinos do Norte. A parte oriental do continente, como o deserto Korath, Zerrikânia, Hakland e as Montanhas do Fiery, é desconhecida em sua grande parte. A série ainda menciona países estrangeiros que ocasionalmente negociam com o comércio dos Reinos do Norte, incluindo Zangwebar, Ofir, Hannu e Barsa.

### Linguagem
Sapkowski também criou uma linguagem exclusiva para a série. Conhecida como "Linguagem ancestral", tem como base o inglês, o francês, o galês, o irlandês, o latim, e outras línguas. Um importante dialeto derivado desta língua é falado nas ilhas de Skellige e pelos Nilfgaardianos.

## Traduções
Os contos e romances foram traduzidos para o inglês, português, tcheco, alemão, russo, lituano, estônio, finlandês, francês, espanhol, italiano, búlgaro, ucraniano, sérvio, sueco, húngaro, holandês, chinês e georgiano.

### O termo "The Witcher"
Embora o nome Wiedźmin tenha ficado mundialmente conhecido como "The Witcher", a tradução escolhida por Sapkowski para o inglês era inicialmente "The Hexer" (o título internacional de sua adaptação para o cinema). Hexe e hexer são os termos em alemão para "bruxa" e "bruxo"; a desenvolvedora CD Projekt RED foi a primeira a difundir a expressão "The Witcher" ao escolher esta como título de seu primeiro jogo para o mercado internacional, com Danusia Stok também a usando na sua tradução da coleção Ostanie życzenie (O Último Desejo), publicada em 2007. Sapkowski já havia usado o termo "The Witcher" em seu livro Historia i Fantastyka, de 2005, contudo, foi Adrian Chmielarz a pessoa responsável pela tradução inglesa, como mostram as cartas trocadas por ele e o autor em meados dos anos 80. O americano Michael Kandel, por sua vez, utilizou a expressão "spellmaker" em sua tradução de 2010 para o conto "Wiedźmin".

## Adaptações

### Histórias em quadrinhos
De 1993 a 1995, as histórias de Sapkowski foram adaptadas para seis álbuns de quadrinhos por Maciej Parowski (história), Bogusław Polch (arte), e o próprio Sapkowski. São elas:
- Droga bez powrotu (O Caminho Sem Retorno, baseado no conto "Droga, z której się nie wraca")
- Geralt (baseado no conto "O bruxo")
- Mniejsze zło (Mal Menor)
- Ostatnie życzenie (O Último Desejo)
- Granica możliwości (O Limite do Possível)
- Zdrada (Traição, baseado numa ideia não utilizada para um conto)

No dia 11 de outubro de 2013, a Dark Horse Comics anunciou uma série de quadrinhos chamada The Witcher, baseando-se na série de jogos eletrônicos de mesmo nome da CD Projekt.

#### Volumes publicados pela Dark Horse
| Título                                     | Tradução                                      | Lançamento             | Edições                                | História                                                      | Capa                  |
| ------------------------------------------ | --------------------------------------------- | ---------------------- | -------------------------------------- | ------------------------------------------------------------- | --------------------- |
| The Witcher – Volume 1: House of Glass     | The Witcher – Volume 1: A Casa de Vidro       | 24 de setembro de 2014 | - The Witcher: House of Glass #1–5     | Paul Tobin                                                    | Mike Mignola          |
| The Witcher – Volume 2: Fox Children       | The Witcher – Volume 2: Os Filhos da Raposa   | 16 de dezembro de 2015 | - The Witcher: Fox Children #1–5       | Paul Tobin                                                    | Julián Totino Tedesco |
| The Witcher – Volume 3: Curse of Crows     | The Witcher – Volume 3: A Maldição dos Corvos | 21 de junho de 2017    | - The Witcher: Curse of Crows #1–5     | Paul Tobin com Borys Pugacz-Muraszkiewicz & Karolina Stachyra | Grzesiek Przybyś      |
| The Witcher – Volume 4: Of Flesh and Flame | The Witcher – Volume 4: De Carne e Chama      | 17 de julho de 2019    | - The Witcher: Of Flesh and Flame #1–4 | Aleksandra Motyka                                             | Marianna Strychowska  |

### Cinema e televisão
Um filme chamado Wiedźmin estreou em 2001 nos cinemas poloneses. Dirigido por Marek Brodzki e Michał Żebrowski atuou como Geralt. Posteriormente, quando lançado em outros países, o longa foi traduzido para The Hexer. Uma série de TV de mesmo nome também dirigida por Marek Brodzki e baseada no mesmo filme foi lançada em 2002, tendo 13 capítulos no total.
Após o sucesso do jogo The Witcher 3: Wild Hunt, a Sean Daniel Company, empresa responsável pelos longas A Múmia e Ben-Hur, anunciou um filme baseado nos contos de Andrzej Sapkowski. A produção hollywoodiana tinha previsão de estreia para 2017 e seria dirigida pelo polonês Tomasz Bagiński, responsável pelo curta animado The Cathedral (indicado ao Oscar em 2003). Thania St. John, dos seriados Grimm e Chicago Fire, trabalharia no roteiro. Em 17 de maio de 2017, no entanto, foi anunciado que Sean Daniel e Jason Brown, produtores executivos do projeto, chegaram a um acordo com a Netflix para a produção de uma série de televisão dramática na língua inglesa, e que Sapkowski será um dos consultores criativos. Tomasz Bagiński, que era o principal responsável pelo desenvolvimento do filme e que dirigiu os vídeos introdutórios dos três jogos The Witcher, dirigirá ao menos um episódio da série por temporada e, ao lado de Jarek Sawko, encabeçará o projeto. A Platige Image, produtora polonesa de efeitos especiais da qual Bagiński e Sawko fazem parte, vai coproduzir o seriado. Em setembro de 2018, foi anunciado que Henry Cavill iria interpretar Geralt de Rívia na série. Em outubro de 2018, o resto do elenco foi anunciado. A série estreou em 20 de Dezembro de 2019, intitulada The Witcher. 

### Jogos

#### Jogos de RPG de mesa
Um jogo de RPG de mesa baseado nos livros de Sapkowski, intitulado Wiedźmin: Gra Wyobraźni (The Witcher: A Game of Imagination), foi publicado pela MAG em 2001. Outro jogo de mesa, desta vez com base nos populares jogos eletrônicos, produzido pela R. Talsorian Games, foi lançado em 2018.

#### Jogos eletrônicos
A série de jogos The Witcher, que dá segmento aos acontecimentos dos livros, conta com 3 títulos principais, os quais foram todos desenvolvidos pela CD Projekt RED e distribuídos pela CD Projekt na Polônia e, mais recentemente, pela Warner Bros. Interactive Entertainment para o resto do mundo. Os jogos acabaram por difundir o termo "The Witcher" pelo mundo e gerar novas adaptações.

#### Jogos de cartas
Em 2007, a Kuźnia Gier desenvolveu dois jogos de cartas baseados no jogo eletrônico The Witcher, da CD Projekt. O primeiro, Wiedźmin: Przygodowa Gra Karciana (The Witcher: Adventure Cardgame), foi propriamente publicado pela Kuźnia Gier; o outro, Wiedźmin: Promocyjna Gra Karciana (The Witcher Promo Card Game), foi adicionado na edição de colecionador do game The Witcher em alguns países.
Outro jogo de cartas, o Gwent, que tornou-se imensamente popular por estar dentro do aclamado game The Witcher 3: Wild Hunt, teve sua versão física acompanhada de algumas versões de suas expansões. No Gwent, os jogadores podem desafiar diversos personagens do game para conseguir novas cartas. Devido ao seu grande sucesso, a CD Projekt Red lançou, em 2016, o jogo Gwent em uma versão standalone, completamente independente do jogo que o originou. O game está disponível para PC, Android e IOS.

#### Jogo de tabuleiro
A CD Projekt e a Fantasy Flight Games lançaram em 2014 o jogo de tabuleiro The Witcher Adventure Game, em formas físicas e digitais. A versão digital está disponível para Microsoft Windows, OS X, Android e iOS.